# 25566 Panying
25566 Panying è un asteroide della fascia principale. Scoperto nel 1999, presenta un'orbita caratterizzata da un semiasse maggiore pari a 2,6422150 UA e da un'eccentricità di 0,0704114, inclinata di 4,28470° rispetto all'eclittica.